# 张宏祥
张宏祥（1978年2月—），山西右玉人，汉族，无党派人士。中华人民共和国政治人物、第十三届全国人民代表大会山西省代表团代表。朔州市右玉县张千户岭村村委会主任、张千户岭养殖专业合作社理事长。

## 生平
2018年2月24日，当选为第十三届全国人大代表。